# Ronnie Wells

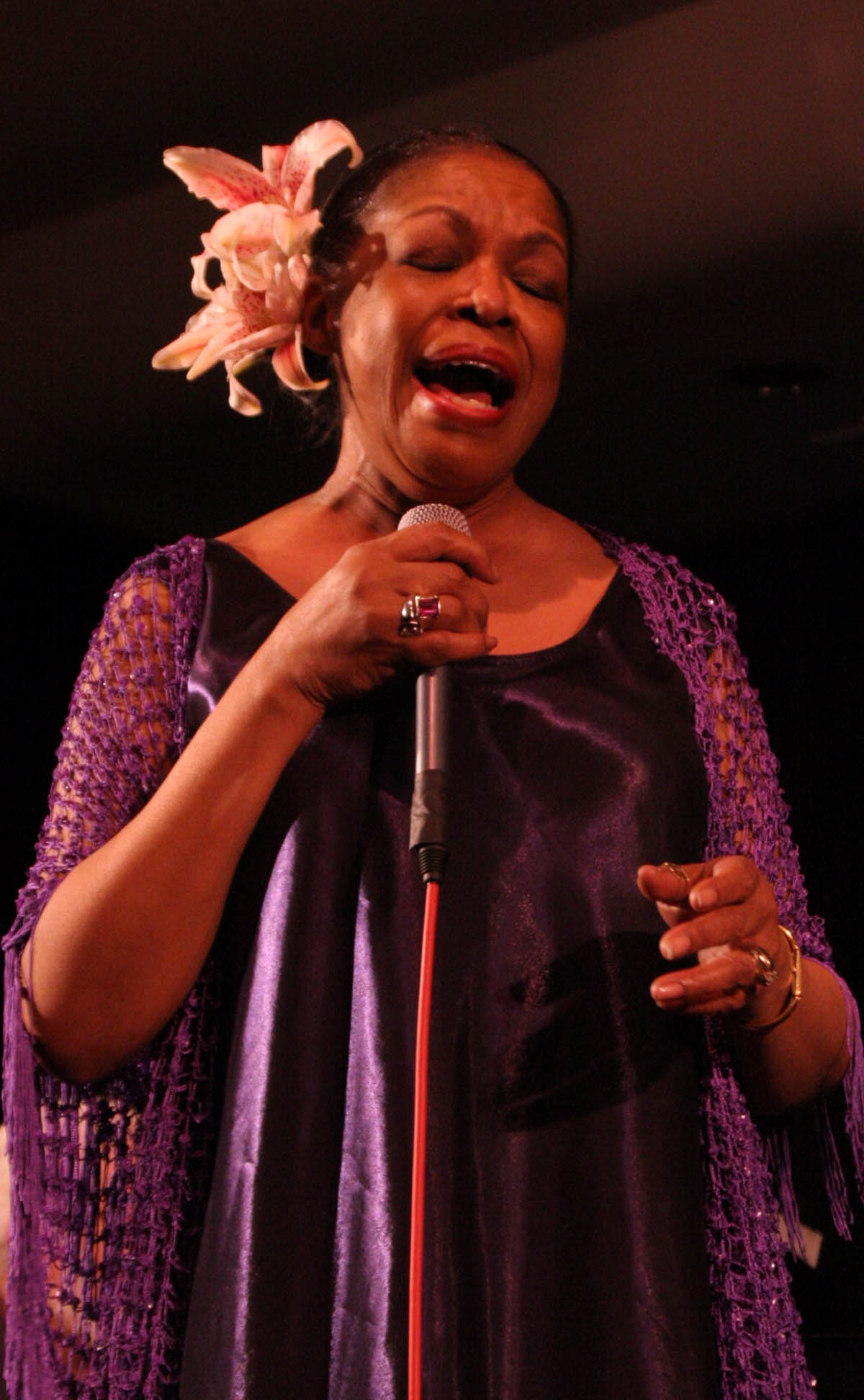
Ronnie Wells (2006)

 Ronnie Wells (* 28. Februar 1943 als Veronica Burke; † 7. März 2007 in Silver Spring, Maryland) war eine US-amerikanische Jazzsängerin, die zunächst in der Musikszene von Washington, D.C. aktiv war.

## Leben und Wirken
Wells sang als Kind im Kirchenchor und leitete bereits mit 13 Jahren eine eigene Band, in der sie sang und Klavier spielte. Nach ihrem Abschluss an der Cardozo High School in Washington studierte sie von 1960 bis 1962 an der Howard University und arbeitete in den folgenden Jahren in der öffentlichen Verwaltung und Privatwirtschaft. Mitte der 1960er Jahre begann sie als professionelle Sängerin aufzutreten, u. a. in Washingtons Nachtclubs wie Top O'Foolery, Blues Alley und The One Step Down, außerdem im New Yorker Kennedy Center und im Montpelier Arts Center in Laurel (Maryland) sowie auf internationalen Festivals. Regelmäßig arbeitete sie auch mit ihrem zweiten Ehemann, dem Pianisten Ron Elliston. Aufnahmen entstanden u. a. für Columbia Records mit dem The Widespread Depression Orchestra und auf ihrem eigenen Label Jazz Karma Records.
Daneben war sie als Musikpädagogin, Produzentin mit eigenem Studio (Elliston Music Studio for Jazz Studies) und Festival-Organisatorin tätig. Von 1983 bis 2002 unterrichtete Wells-Elliston als Assistant Professor Jazzgesang an der University of Maryland und wirkte als Jurorin bei Wettbewerben wie dem Billie Holiday Competition (Baltimore), The Maryland Educator's Competition (College Park, MD) und dem  Jazz Program for the Pennsylvania Council on the Arts (Harrisburg) mit. Nach der Gründung des Fish Middleton Jazz Scholarship Fund war sie 1992 Mitbegründerin des East Coast Jazz Festival, auf dem Musiker wie  Buster Williams,  Keter Betts, Charlie Byrd, Dr. Lonnie Smith, Junior Mance, Houston Person, David Fathead Newman, Bobby Watson oder Lou Donaldson gastierten. Sie starb an den Folgen einer Lungenkrebs-Erkrankung. Im Bereich des Jazz wirkte Wells zwischen 1979 und 2010 bei 28 Aufnahmesessions mit.